# Campionati europei di nuoto 2012 - 100 metri stile libero femminili
La gara dei 100 metri stile libero femminili degli Europei 2012 si è svolta il 22 e 23 maggio 2012 e vi hanno partecipato 61 atlete. Le batterie e le semifinali si sono svolte il 22 e la finale nel pomeriggio del giorno successivo.

## Podio
| Pos.    | Atleta            | Nazione  |
| ------- | ----------------- | -------- |
| Oro     | Sarah Sjöström    | Svezia   |
| Argento | Britta Steffen    | Germania |
| Bronzo  | Daniela Schreiber | Germania |

## Record
Prima della manifestazione il record del mondo (RM), il record europeo (EU) e il record dei campionati (RC) erano i seguenti.
| Record mondiale       | 52"07 | Britta Steffen | 31 luglio 2009 Roma    |
| Record europeo        | 52"07 | Britta Steffen | 31 luglio 2009 Roma    |
| Record dei campionati | 53"30 | Britta Steffen | 2 agosto 2006 Budapest |

## Risultati

### Batterie
| Pos. | Atleta                       | Nazionalità | Tempo   | Batteria | Corsia | Note |
| ---- | ---------------------------- | ----------- | ------- | -------- | ------ | ---- |
| 1    | Britta Steffen               | Germania    | 54"65   | 7        | 4      | Q    |
| 2    | Sarah Sjöström               | Svezia      | 54"68   | 8        | 4      | Q    |
| 3    | Daniela Schreiber            | Germania    | 54"69   | 6        | 4      | Q    |
| 4    | Hanna-Maria Seppälä          | Finlandia   | 55"40   | 7        | 3      | Q    |
| 5    | Gabriella Fagundez           | Svezia      | 55"46   | 7        | 5      | Q    |
| 6    | Ida Marko-Varga              | Svezia      | 55"52   | 8        | 5      |      |
| 7    | Silke Lippok                 | Germania    | 55"57   | 6        | 5      |      |
| 8    | Michelle Coleman             | Svezia      | 55"59   | 6        | 3      |      |
| 9    | Birgit Koschischek           | Austria     | 55"63   | 8        | 1      | Q    |
| 10   | Alice Mizzau                 | Italia      | 55"64   | 7        | 2      | Q    |
| 11   | Katarína Filová              | Slovacchia  | 55"66   | 5        | 2      | Q    |
| 12   | Nery Mantey Niangkouara      | Grecia      | 55"68   | 5        | 1      | Q    |
| 13   | Erika Ferraioli              | Italia      | 55"69   | 6        | 1      | Q    |
| 14   | Burcu Dolunay                | Turchia     | 55"84   | 7        | 6      | Q    |
| 15   | Hinkelien Schreuder          | Paesi Bassi | 55"85   | 8        | 6      | Q    |
| 16   | Eszter Dara                  | Ungheria    | 55"92   | 4        | 5      | Q    |
| 16   | Nastja Govejsek              | Slovenia    | 55"92   | 4        | 4      | Q    |
| 18   | Miroslava Najdanovski        | Serbia      | 55"97   | 5        | 4      | Q    |
| 19   | Nina Rangelova               | Bulgaria    | 55"98   | 7        | 7      | Q    |
| 20   | Theodora Drakou              | Grecia      | 55"99   | 6        | 2      |      |
| 21   | Sara Isaković                | Slovenia    | 56"08   | 8        | 8      |      |
| 22   | Evelyn Verrasztó             | Ungheria    | 56"10   | 6        | 7      |      |
| 23   | Darya Stepanyuk              | Ucraina     | 56"14   | 6        | 6      |      |
| 24   | Erica Buratto                | Italia      | 56"15   | 5        | 5      |      |
| 24   | Cecilie Johannessen          | Norvegia    | 56"15   | 7        | 1      |      |
| 26   | Yuliya Khitraya              | Bielorussia | 56"18   | 7        | 8      |      |
| 27   | Aksana Dziamidava            | Bielorussia | 56"19   | 6        | 8      |      |
| 28   | Mylène Lazare                | Francia     | 56"23   | 8        | 7      |      |
| 29   | Miroslava Syllabová          | Slovacchia  | 56"38   | 4        | 7      |      |
| 30   | Eva Hannesdóttir             | Islanda     | 56"42   | 4        | 1      |      |
| 31   | Henriette Brekke             | Norvegia    | 56"46   | 4        | 3      |      |
| 32   | Ágnes Mutina                 | Ungheria    | 56"60   | 8        | 2      |      |
| 33   | Danielle Carmen Villars      | Svizzera    | 56"67   | 3        | 4      |      |
| 34   | Maria Ugolkova               | Russia      | 56"75   | 5        | 6      |      |
| 35   | Laura Kurki                  | Finlandia   | 56"81   | 3        | 6      |      |
| 36   | Sarah Blake Bateman          | Islanda     | 57"03   | 4        | 6      |      |
| 36   | Theodora Giareni             | Grecia      | 57"03   | 5        | 3      |      |
| 38   | Bethany Carson               | Irlanda     | 57"06   | 3        | 7      |      |
| 39   | Ursa Bezan                   | Slovenia    | 57"15   | 2        | 3      |      |
| 40   | Ragnheiður Ragnarsdóttir     | Islanda     | 57"25   | 5        | 7      |      |
| 41   | Anna Stylianou               | Cipro       | 57"27   | 4        | 8      |      |
| 42   | Eva Chavez-Diaz              | Austria     | 57"35   | 5        | 8      |      |
| 43   | Jūratė Ščerbinskaitė         | Lituania    | 57"59   | 2        | 7      |      |
| 44   | Monica Johannessen           | Norvegia    | 57"60   | 3        | 3      |      |
| 45   | Gabriela Nikitina            | Lettonia    | 57"61   | 2        | 1      |      |
| 46   | Vaiva Gimbutytė              | Lituania    | 57"69   | 2        | 6      |      |
| 46   | Linda Laihorinne             | Finlandia   | 57"69   | 3        | 2      |      |
| 48   | Sara Joo                     | Ungheria    | 58"06   | 2        | 2      |      |
| 49   | Clelia Tini                  | San Marino  | 58"12   | 2        | 8      |      |
| 50   | Lotta Nevalainen             | Finlandia   | 58"19   | 2        | 4      |      |
| 51   | Susann Bjørnsen              | Norvegia    | 58"37   | 3        | 5      |      |
| 52   | Katarzyna Gorniak            | Polonia     | 58"43   | 2        | 5      |      |
| 53   | Valeriya Podlesna            | Ucraina     | 58"44   | 3        | 8      |      |
| 54   | Yana Parakhouskaya           | Bielorussia | 58"92   | 4        | 2      |      |
| 55   | Ingibjörg Kristin Jonsdóttir | Islanda     | 59"58   | 3        | 1      |      |
| 56   | Anastasia Bogdanovski        | Macedonia   | 59"70   | 1        | 4      |      |
| 57   | Birita Debes                 | Fær Øer     | 1'00"47 | 1        | 6      |      |
| 58   | Monica Ramirez Abella        | Andorra     | 1'01"00 | 1        | 3      |      |
| 59   | Milica Marković              | Montenegro  | 1'01"10 | 1        | 5      |      |
| 60   | Guðrun Mortensen             | Fær Øer     | 1'01"62 | 1        | 7      |      |
| 61   | Cecilia Eysturdal            | Fær Øer     | 1'03"69 | 1        | 2      |      |
| -    | Lisa Vitting                 | Germania    | -       | 8        | 3      | DNS  |

### Semifinali
| Pos. | Atleta                  | Nazionalità | Tempo | Batteria | Corsia | Note |
| ---- | ----------------------- | ----------- | ----- | -------- | ------ | ---- |
| 1    | Daniela Schreiber       | Germania    | 54"53 | 2        | 5      | Q    |
| 2    | Britta Steffen          | Germania    | 54"71 | 2        | 4      | Q    |
| 3    | Nery-Mantey Niangkouara | Grecia      | 54"98 | 2        | 2      | Q    |
| 4    | Alice Mizzau            | Italia      | 55"07 | 2        | 6      | Q    |
| 5    | Sarah Sjöström          | Svezia      | 55"14 | 1        | 4      | Q    |
| 6    | Hanna-Maria Seppälä     | Finlandia   | 55"40 | 1        | 5      | Q    |
| 7    | Gabriella Fagundez      | Svezia      | 55"57 | 2        | 3      | Q    |
| 8    | Miroslava Najdanovski   | Serbia      | 55"65 | 2        | 8      | Q    |
| 9    | Eszter Dara             | Ungheria    | 55"70 | 1        | 1      |      |
| 10   | Erika Ferraioli         | Italia      | 55"88 | 1        | 2      |      |
| 11   | Nina Rangelova          | Bulgaria    | 55"92 | 1        | 8      |      |
| 12   | Burcu Dolunay           | Turchia     | 56"00 | 2        | 7      |      |
| 12   | Katarína Filová         | Slovacchia  | 56"00 | 1        | 6      |      |
| 14   | Birgit Koschischek      | Austria     | 56"04 | 1        | 3      |      |
| 15   | Nastja Govejsek         | Slovenia    | 56"05 | 2        | 1      |      |
| 16   | Hinkelien Schreuder     | Paesi Bassi | 56"26 | 1        | 7      |      |

### Finale
| Pos.    | Atleta                  | Nazionalità | Tempo | Corsia | Note |
| ------- | ----------------------- | ----------- | ----- | ------ | ---- |
| Oro     | Sarah Sjöström          | Svezia      | 53"61 | 2      |      |
| Argento | Britta Steffen          | Germania    | 54"15 | 5      |      |
| Bronzo  | Daniela Schreiber       | Germania    | 54"41 | 4      |      |
| 4       | Alice Mizzau            | Italia      | 55"03 | 6      |      |
| 5       | Nery-Mantey Niangkouara | Grecia      | 55"17 | 3      |      |
| 6       | Gabriella Fagundez      | Svezia      | 55"51 | 1      |      |
| 7       | Hanna-Maria Seppälä     | Finlandia   | 55"68 | 7      |      |
| 8       | Miroslava Najdanovski   | Serbia      | 56"31 | 8      |      |